# Gausfred I.
Gausfred I. (* vor 931; † 991) war von 931 n. Chr. bis 991 n. Chr. Graf von Empuries-Peralada und Rosseló. Er war der Sohn von Gausbert I. und Trudegarda.
Seine lange Herrschaft zeichnet sich durch Frieden aus, obwohl er häufig durch sarrazenische Piratenangriffe auf seine Hauptstadt Castelló d’Empúries herausgefordert wurde. Er stiftete und förderte viele Kirchen und Klöster, vor allem das Kloster Sant Pere de Rodes, an dessen Gründung er beteiligt war. Er war der erste katalanische Graf, der unabhängig vom französischen König eigene Münzen geprägt hat.
Er war der erste katalanische Graf, der sich als „Graf von Gottes Gnaden“ titulierte. Der französische König Lothar nannte ihn in zwei Gesetzesurkunden „Unseren treuen Freund und Herzog“. Nach dem Dynastiewechsel im Mai 987 manifestierte Gausfred seine karolingische Legitimation dank Karl von Lothringen.